# Aeroporto Internacional Federico Fellini-Rimini
O Aeroporto Internacional Federico Fellini (em italiano:  Aeroporto internazionale Federico Fellini),é um  aeroporto internacional que serve a cidade de Rimini, Itália. O aeroporto tem o nome do famoso cineasta italiano Federico Fellini, nativo de Rimini. Está localizado a cerca de 5 km da cidade de Rimini na região da Emilia Romagna e a 16 km da república de San Marino.